# كيلير بيسكلوف
كيلير إدواردوفيتش بيسكلوف (بالروسية: Кирилл Эдуардович Писклов) (مواليد 22 سبتمبر 1996)، هُو لاعب كرة سلة روسي يُشارك مع منتخب روسيا لكرة السلة 3x3.
شارك ألكسندر زويف مع مُنتخب بلاده في دورة الألعاب الأولمبية الصيفية 2020 في طوكيو، بحيث أحرز مع باقي أفراد المُنتخب الميدالية الفضية الخاصة بمُسابقة كُرة السلة 3x3.

## وصلات خارجية
- كيلير بيسكلوف على موقع ريلجم (الإنجليزية)
- كيلير بيسكلوف على موقع بروبوليرز (الإنجليزية)
- كيلير بيسكلوف على موقع اللجنة الأولمبية الدولية (الإنجليزية)
- كيلير بيسكلوف على موقع أوليمبيديا (الإنجليزية)